# Gasselterboerveen
Gasselterboerveen is een buurtschap in de gemeente Aa en Hunze in de provincie Drenthe. De buurtschap ligt ten noordwesten van Gasselternijveen aan de weg naar Gieterveen. Anders dan Gasselternijveen dat langs een wijk groeide, is Gasselterboerveen een wegdorp.
De naam Gasselterboerveen verwijst naar de boeren van Gasselte. De venen langs de Hunze waren eigendom van de marke van Gasselte. In 1662 werd een deel van het veencomplex door de marke verkocht aan Groningse verveners, dat werd Gasselternijveen. Een deel bleef eigendom van de boeren van Gasselte en stond sindsdien bekend als Gasselterboerveen.
Drenthe: Steden en dorpen      Nederland: Provincies · Gemeenten